# Trentham (Nouvelle-Zélande)
La ville de Trentham (Modèle:IPAc-en) est une localité du sud de l’Île du Nord de la Nouvelle-Zélande.

## Situation
C’est la plus populeuse des banlieues de la cité d'Upper Hutt, une ville de la région de Wellington dans l’extrémité sud de l'Île du Nord de la Nouvelle-Zélande. 
La banlieue est localisée dans un élargissement de la vallée de Hutt, à 5 kilomètres vers le sud-ouest du centre de la cité d’Upper Hutt.

## Toponymie
Le nom de "Trentham" fut initialement donné par Richard Barton (en), le premier colon européen dans la zone, en l’honneur de son ancien employeur, le Duke of Sutherland (en). 
Un des titres subsidiaires du ‘Duke of Sutherland' était Vicomte Trentham, à partir de la ville de Trentham dans le  Comté de Stafford.
La mémoire de la famille Barton  est vivante dans le secteur avec la ‘Barton Road’, ‘Barton Avenue’ et une zone d’arbre natifs appelée Barton's Bush (en), qui est à l’intérieur de la réserve,maintenant connue comme le «Trentham Memorial Park». 
Richard Barton fut enterré dans le cimetière de église St John (en), et il y a aussi un mémorial pour lui sous la forme d’une plaque en laiton dans le bâtiment de l’église
.

## Activités
Le secteur fut colonisé en 1840 et fut desservi par la gare de Trentham (en).
La banlieue est le domicile du champ de course du champ de course de Trentham (en), la base du club automobile de (WRC) de la Wellington Racing Club (en), le site de la école internationale de garçons de Hutt (en) et est aussi le site du camp militaire de Trentham (en), qui fut utilisé de façon extensive pour l’entraînement des soldats pour la préparation lors de la Première guerre mondiale et est toujours une base pour l'armée de la Nouvelle-Zélande et les Forces de Défense.
Entre l’année 1967 et l’année 1990, il fut aussi le siège d’une usine d’assemblage de la société General Motors et de la société australienne Holden.

## Éducation
- L’école de  Trentham School est une école contribuant au primaire (allant de l’année de 1 à 6). Elle a un effectif de 450 élèves et avec un taux de décile de 4 [4].